# ハイル・ヌグセ
ハイル・ヌグセ（Hailu Negussie 1978年4月16日- ）はエチオピアのアディスアベバ出身の陸上選手。
2002年の防府読売マラソンで2時間08分16秒で優勝した。
2003年のアモイマラソンで2時間09分03秒で優勝、同年の福岡国際マラソンでは5位となった。
2004年アテネオリンピックのエチオピア選手団としてマラソンに出場したが途中棄権した。
2005年のボストンマラソンで2時間11分45秒で優勝、エチオピア出身の選手としては1989年に優勝したアベベ・メコネン以来となった。優勝した彼は賞金10万ドルを獲得した。同年のヘルシンキ世界陸上の出場権を獲得したが2時間20分45秒で31位に終わった。
連覇を狙った翌年のボストンマラソンでは途中棄権した。